# نوئل کینگ
نوئل کینگ (انگلیسی: Noel King؛ زادهٔ ۱۳ سپتامبر ۱۹۵۶) بازیکن سابق و مربی فوتبال اهل ایرلند است.
از باشگاه‌هایی که در آن بازی کرده‌است می‌توان به باشگاه فوتبال والنسین، باشگاه فوتبال بوهمیان و باشگاه فوتبال شامروک روورز اشاره کرد.